# José Manuel de Lima
José Manuel de Lima (? — ?) foi um político brasileiro.
Foi presidente da província do Espírito Santo, de 27 de abril de 1841 a 2 de março de 1842.